# Halyna Schuljewa
Halyna Schuljewa (ukrainisch Галина Жульєва, engl. Transkription Halyna Zhulyeva; * 5. März 1966) ist eine ehemalige ukrainische Marathonläuferin.
1998 und 1999 gewann sie jeweils den Südtirol-Marathon und den Cesano-Boscone-Marathon. 2000 wurde sie mit ihrer persönlichen Bestzeit von 2:34:35 h Dritte beim Barcelona-Marathon, Zweite in Cesano Boscone und gewann den Livorno-Marathon. Im Jahr darauf siegte sie beim Košice-Marathon und erneut in Livorno. 2002 gewann sie den Barcelona-Marathon und den Ljubljana-Marathon. 2003 siegte sie beim Piacenza-Marathon, wurde Zweite bei der Maratona d’Europa und verteidigte ihren Titel in Ljubljana.